# PKP Polskie Linie Kolejowe
PKP Polskie Linie Kolejowe S.A. (укр. PKP Польські Залізничні Лінії) — дочірня компанія PKP Group і польський менеджер залізничної інфраструктури, відповідальний за обслуговування залізничних колій, проведення поїздів по всій країні, планування руху поїздів і управління залізничними ділянками.
Компанія була заснована після поділу Польських державних залізниць на декілька окремих компаній, що відповідають стандартам Європейського Союзу.

## Фонди та програми ЄС, що використовуються PKP Polskie Linie Kolejowe
- ISPA/FS,
- Транс'європейські транспортні мережі,
- Європейський фонд регіонального розвитку,
- Галузева оперативна програма «Транспорт» (Фінансова перспектива 2004—2006),
- Оперативна програма «Інфраструктура та довкілля» (Фінансова перспектива 2007—2013).

## Структура власності компанії
Власником найбільшого пакету акцій (86,4%) та власником компанії є безпосередньо держава, а решта 13,6% є власністю PKP.

## Голови
| З               | До              | Голова                     | Джерело     |
| --------------- | --------------- | -------------------------- | ----------- |
| 2001            | 2002            | Казімєж Яхімек             |             |
| 2002            | 2005            | Тадеуш Августовський       |             |
| 2005            | 2009            | Кшиштоф Целінський         |             |
| 2009            | 2012            | Збігнєв Шафранський        |             |
| квітень 2012    | 2 квітня 2015   | Ремігіуш Пашкевич          | [ 5 ]       |
| 15 червня 2015  | 14 грудня 2015  | Анджей Філіп Войцеховський | [ 6 ] [ 7 ] |
| 30 грудня 2015  | 30 березня 2016 | Антоній Ясинський (в. o.)  | [ 8 ] [ 9 ] |
| 30 березня 2016 | 15 лютого 2024  | Іренеуш Мерхель            | [ 9 ]       |
| 15 лютого 2024  | 15 березня 2024 | Пйотр Виборський (в. o.)   | [ 10 ]      |
| 15 березня 2024 | дотепер         | Пйотр Виборський           | [ 11 ]      |